# 安藤阿雄依
安藤 阿雄依（あんどう あおい、2005年1月4日 - ）は、千葉県市原市出身のプロサッカー選手。JFL・沖縄SV所属。ポジションはフォワード (FW)。

## 来歴

### ユース時代
清水エスパルスユースで3年間プレーした。2021年にU-16サッカー日本代表、2021年〜2022年にU-17日本代表に招集された。

### プロ時代

#### 清水エスパルス
2023年シーズン、トップチームへ昇格。

#### アスルクラロ沼津
2023年1月5日、アスルクラロ沼津へ育成型期限付き移籍することが発表された。

#### 清水エスパルス(2回目)
2024年1月12日、清水エスパルスに復帰を発表。

#### 沖縄SV
2025年1月5日、沖縄SVに育成型期限付き移籍を発表。

## 所属クラブ
- エム・イー・エス千葉 VITTORIAS FC ジュニア（市原市立国分寺台東小学校）
- エム・イー・エス千葉 VITTORIAS FC （市原市立国分寺台中学校）
- 清水エスパルスユース（静岡サレジオ高等学校）
- 2023年 -  清水エスパルス
  - 2023年  アスルクラロ沼津（期限付き移籍）
  - 2025年 -  沖縄SV（期限付き移籍）

## 個人成績
| 国内大会個人成績 | 国内大会個人成績 | 国内大会個人成績 | 国内大会個人成績 | 国内大会個人成績 | 国内大会個人成績 | 国内大会個人成績 | 国内大会個人成績 | 国内大会個人成績 | 国内大会個人成績 | 国内大会個人成績 | 国内大会個人成績 |
| 年度             | クラブ           | 背番号           | リーグ           | リーグ戦         | リーグ戦         | リーグ杯         | リーグ杯         | オープン杯       | オープン杯       | 期間通算         | 期間通算         |
| 年度             | クラブ           | 背番号           | リーグ           | 出場             | 得点             | 出場             | 得点             | 出場             | 得点             | 出場             | 得点             |
| 日本             | 日本             | 日本             | 日本             | リーグ戦         | リーグ戦         | リーグ杯         | リーグ杯         | 天皇杯           | 天皇杯           | 期間通算         | 期間通算         |
| ---------------- | ---------------- | ---------------- | ---------------- | ---------------- | ---------------- | ---------------- | ---------------- | ---------------- | ---------------- | ---------------- | ---------------- |
| 2023             | 沼津             | 47               | J3               | 7                | 0                | -                | -                | 0                | 0                | 7                | 0                |
| 2024             | 清水             | 43               | J2               | 0                | 0                | 1                | 0                | 1                | 0                | 2                | 0                |
| 2025             | 沖縄SV           | 19               | JFL              |                  |                  | -                | -                |                  |                  |                  |                  |
| 通算             | 日本             | 日本             | J2               | 0                | 0                | 1                | 0                | 1                | 0                | 2                | 0                |
| 通算             | 日本             | 日本             | J3               | 7                | 0                | -                | -                | 0                | 0                | 7                | 0                |
| 総通算           | 総通算           | 総通算           | 総通算           | 7                | 0                | 1                | 0                | 1                | 0                | 9                | 0                |

## 代表歴
※出典：
- U-16日本代表
- U-17日本代表
  - J-VILLAGE CUP（2021年3月）
  - Balcom BMW CUP（2021年8月、2022年8月）